# Jurij Fakudis
Jurij Konstantinowicz Fakudis (ros. Юрий Константинович Факудис; ur. 1925 w Moskwie, zm. 14 stycznia 1945 k. Serocka) – radziecki żołnierz w stopniu kaprala, saper.

## Życiorys
Urodził się w greckiej rodzinie robotniczej. Miał wykształcenie niepełne średnie, pracował jako tokarz w fabryce.
W 1943 został powołany do Armii Czerwonej, od marca 1944 uczestniczył w wojnie z Niemcami. Wyróżnił się w walkach o wyzwolenie Polski jako saper 55. samodzielnego batalionu saperów w składzie 1. Dywizji Strzeleckiej 70. Armii i 1. Frontu Białoruskiego. 19 lipca 1944 podczas walk o Głowaczów utorował drogę piechocie, rozbrajając 25 min i wiele fugasów, łącznie rozminowując ok. 200 metrów trasy. W nocy na 28 lipca 1944 brał udział w wysadzaniu mostu przez Krznę w rejonie Berezówki, później wraz z żołnierzami odpierał kontrataki wroga, zabijając wielu żołnierzy. W nocy na 13 stycznia 1945 brał udział w forsowaniu Wisły k. Gruczna, unieszkodliwiając wiele min i fugasów. W nocy na 14 stycznia 1945 usuwając przeszkody z drogi oddziału w bezpośredniej bliskości żołnierzy wroga zapewnił sukces swojemu oddziałowi i jego niespodziewanemu atakowi. W tej walce zginął. Został pochowany w pobliżu Serocka.

## Odznaczenia
- Order Sławy I klasy (pośmiertnie, 24 marca 1945)
- Order Sławy II klasy (19 sierpnia 1944)
- Order Sławy III klasy (25 lipca 1944)

I medale.